# Andreas Seyfarth
Andreas Seyfarth (* 6. listopadu 1962) je německý tvůrce deskových her, který je známý především díky své hře Puerto Rico, která je magazínem BoardGameGeek neustále označována za nejlepší. V roce 2002 získala hra prestižní německou cenu Cena německé hry (německy Deutscher Spiele Preis). Seyfarth získal korunní klenot německých herních ocenění Hra roku (německy Spiel des Jahres) v roce 1994 a 2006 za své hry Manhattan a Thurn und Taxis.
Seyfarth si vzal svoji ženu Karen v roce 1988. Pomáhá mu s testováním her a jejich designem a je také spoluautorem Thurn und Taxis. Seyfarth pracuje jako finanční kontrolor u Německého Telekomu.

## Hry
- Thurn und Taxis (2006, s Karen Seyfarthovou)
- San Juan (2004)
- Puerto Rico Expansion (2004)
- Puerto Rico (2002)
- Manhattan (1994)
- Waldmeister (1994)
- Spiel des Friedens (1993)
- Zorro (1993)
- Zorro: The Fight Against Alcalde (1990)